# Rantau Gedang (Mersam)
Rantau Gedang is een bestuurslaag in het regentschap Batang Hari van de provincie Jambi, Indonesië. Rantau Gedang telt 954 inwoners (volkstelling 2010).